# Kidule
Kidule (lit. Kiduliai) – wieś na Litwie w okręgu mariampolskim w rejonie Szaki, siedziba gminy Kidule. Liczy ok. 400 mieszkańców.
Za Królestwa Polskiego siedziba gminy Kidule w powiecie władysławowskim w guberni suwalskiej.